# Parque Ecológico Mata da Bica
O Parque Ecológico Mata da Bica (PEMB) é uma unidade de conservação (UC) municipal, localizada no centro da cidade de Formosa, no estado de Goiás.. É, portanto, também um parque urbano. 
Criado pela Lei Municipal 11/1948, "em 12 de fevereiro de 1948, por Domingos de Jesus Guimarães, então prefeito de Formosa", o Parque foi recriado pela Lei Orgânica do Município, promulgada em 1990. Possui 25,68 ha de área. 

## Localização e estrutura
O Parque Ecológico Mata da Bica está totalmente inserido na malha urbana da cidade de Formosa, ocupada por imóveis residenciais e comerciais. Faz "limite com os bairros da Formosinha, Centro, Bosque e Bosque 2 [...]. A área da vegetação é cercada, com exceção do limite sul, que faz limite com uma propriedade privada.Também contém uma área construída com estruturas de lazer com quadras de esportes e quiosques." (p. 99-100). A sua entrada situa-se na Av. Tancredo Neves, ao lado da Rodoviária, onde também encontra-se a Superintendência de Meio Ambiente. O Parque não é aberto ao público, com exceção da área de lazer,que está situada às margens da Av. Tancredo Neves, fora da cerca. As visitas devem ser agendadas.

## Histórico de uso e ocupação
A cidade de Formosa formou-se, em meados do século XVIII, na margem esquerda do córrego Josefa Gomes, próximo às cabeceiras do "Mato da Bica", como era tradicionalmente conhecido o espaço do atual Parque Ecológico Mata da Bica. Portanto, o uso da Mata da Bica acompanha a história da cidade. 
Na década de 1950, o local era utilizado pelos "participantes da Folia da Roça que acampavam nas proximidades do córrego [Josefa Gomes] e essa imigração promoveu a criação de pousadas, restaurantes, bares entre outros estabelecimentos"(p. 100) nas proximidades do Parque, o que impactou seriamente o local.
Hoje, o parque situa-se em plena área central da cidade de Formosa, sofrendo, portanto, enorme pressão antrópica.

## Importância social
O Parque Ecológico Mata da Bica "tem como função reconhecida pela população e instituída pelo poder público a proteção da flora, fauna e recursos hídricos existente no espaço interno, e o espaço externo voltado à socialização das pessoas e a melhora da qualidade de vida em ambiente urbano.".
A Mata da Bica "exerce influência tanto na proteção dos elementos naturais (como em uma unidade de conservação) como age na socialização das pessoas nos espaços de lazer (como em um parque urbano). [...] O Parque Mata da Bica deve ser um espaço de convívio dos habitantes de Formosa e fazer parte do seu cotidiano. Desempenha um papel relevante, colocando a população em contato com a natureza, sendo uma quebra paisagística no espaço urbano. Deste modo, a junção entre o ecológico, o social e o paisagístico resulta em uma melhora na qualidade de vida de quem passa no parque e de quem vive/interage com esse espaço".

## Importância ecológica
A Mata da Bica protege pelo menos cinco nascentes difusas do córrego Josefa Gomes. O córrego forma-se dentro do Parque Ecológico, é represado antes de deixar a Unidade de Conservação, formando um pequeno lago artificial, às margens da Avenida Lagoa Feia. A partir da represa, o córrego está canalizado e retificado ao longo da avenida Ivone Saad, até a av. Califórnia. O córrego Josefa Gomes atravessa a malha urbana de Formosa e é o principal contribuinte da Lagoa Feia, formadora do Rio Preto, pertencente à bacia hidrográfica do rio São Francisco. 
O parque constitui um fragmento de Mata de Galeria remanescente do bioma Cerrado, totalmente isolado de outros fragmentos de vegetação nativa . Em 2014, realizou-se o levantamento florístico de espécies de árvores na Mata da Bica, identificando-se 36 espécies de 21 famílias distintas. O estudo "revelou a existência de espécies fundamentais para o equilíbrio ecológico do ecossistema local, dentre elas destacam-se: Calophyllum brasiliensis, Copaifera langsdorfii, Didymopanax morototonii, Emmotum nitens, Nectandra lanceolata, Protium warmingiana e Vernonia discolor. Em diversos pontos do parque foram observadas clareiras provocadas por quedas de árvores [...], com isso o quantitativo de espécies arbóreas é relativamente baixo nas parcelas onde estas clareiras são frequentes." . 
A Mata da Bica "serve de abrigo para algumas espécies de Avifauna e fauna terrestre". Em 2018, identificou-se quatro espécies de vertebrados: jibóia (Boa constrictor), tatu-bola (Tolypeutes trincictus), macaco-prego (Cebus apela) e sagui do cerrado (Mico melanurus). Na lagoa artificial, predomina na ictiofauna a tilápia (Oreochromis niloticus), peixe africano predador. Não foi identificada nenhuma espécie de anfíbio na lagoa, o que, juntamente com a eutrofização observada, indicada baixa qualidade da água. 

#### Estado de conservação
De acordo com o Diagnóstico realizado no 1º semestre de 2018, o Parque "encontra-se em mal estado de conservação em vários pontos, principalmente nas áreas limítrofes. Sua nascente encontra-se muito impactada, ameaçada com o grande acúmulo de lixo que adentra o parque pelas galerias de águas pluviais provenientes das ruas de seu entorno. Foi identificada supressão ou ausência de matas ciliares provenientes de ação antrópica para uso de coleta de água, coleta de argila, lazer ou [...] concentração de grupos para uso de drogas [...]. Em alguns pontos de contato com a lagoa [interna ao Parque] foi identificado o lançamento clandestino de esgoto das edificações vizinhas e constante assoreamento vindo diretamente das ruas do seu entorno. A lagoa também recebe impacto direto do uso constante de atividade de pesca, impactando negativamente na vegetação de suas margens e deixando resíduos no local.". 
"Em seu limite sul o parque foi totalmente impactado pela presença ocupação antrópica e de edificações, além de receber um grande volume de águas pluviais que canalizadas pela pavimentação das ruas de seu entorno, recebem todos os resíduos lixiviados pelas enxurradas, comprometendo seriamente a nascente do córrego com deposição de resíduos sólidos, contaminantes derivado de óleo proveniente de posto de combustíveis e oficinas mecânicas, assoreamento com os particulados carregados pelas águas.". Este último impacto foi verificado em torno de todo o parque.  

## Ações para a preservação da Mata da Bica
Em 2010 o Ministério Público do Estado de Goiás "emitiu  l LTPA 115/2010 que denuncia degradação de nascentes e veredas contribuintes do Córrego Josefa Gomes na Zona Urbana de Formosa". A partir desse laudo, "o MP e o Governo Municipal assinaram, em 24 de maio de 2011, um Termo de Compromisso, Responsabilidade e Ajustamento de Conduta (TAC)" no qual "o Governo Municipal assumiu o compromisso na obrigação de fazer um projeto de recuperação e preservação de todas as áreas de nascentes e veredas nas proximidades do córrego Josefa Gomes; e na execução, no prazo de dois anos, do referido projeto após a sua aprovação pelo MP" (p.8). Não encontrou-se indícios da execução do projeto.
Em 2011 e 2017 foram realizados mutirões de limpeza da Mata da Bica, pelas respectivas administrações municipais. Esses mutirões foram denominados "Treição das Águas na Mata da Bica" em referência à treição realizada na roça: "A treição é o mutirão que o povo faz na zona rural quando a roça do vizinho precisa de cuidado. Todo mundo se junta e limpa a roça."
Em agosto de  2017, a promotoria pública de Goiás firmou um Termo de Ajustamento de Conduta (TAC) para preservação e conservação do PEMB. Como resultado da assinatura desse TAC, a prefeitura de Formosa lançou edital público, ainda em 2017, para contratação de empresa para "elaboração de projeto básico de paisagismo para recuperação e qualificação do Parque Mata da Bica no município de Formosa Goiás". Contudo, somente o 4º edital,  de 14 de março de 2018, foi contemplado . O projeto foi realizado e apresentado em Audiência Pública realizada no Auditório da Prefeitura no dia 7 de junho de 2018 (conforme anexo VI). Encontra-se em fase de licitação uma concorrência pública para execução do projeto, lançada em 9 de maio pela Prefeitura de Formosa.